# 夸策奈姆
夸策奈姆（法語：Quatzenheim，法語發音：[kvatsənaim] ⓘ）是法国下莱茵省的一个市镇，属于萨韦尔讷区。

## 地理
夸策奈姆（48°37'35"N, 7°34'22"E）面积3.07 平方千米，位于法国大東部大區下莱茵省，该省份为法国大陆部分最东部的省份，是阿尔萨斯的一部分，今与上莱茵省组成了阿尔萨斯欧洲集体，其南至上莱茵省，西南接孚日省和默尔特-摩泽尔省，西接摩泽尔省，北与德国接壤。
与夸策奈姆接壤的市镇（或旧市镇、城区）包括：菲尔德奈姆、多瑟南科谢尔斯贝尔、下费瑟奈姆、于尔蒂盖姆、维韦尔桑。
夸策奈姆的时区为UTC+01:00、UTC+02:00（夏令时）。

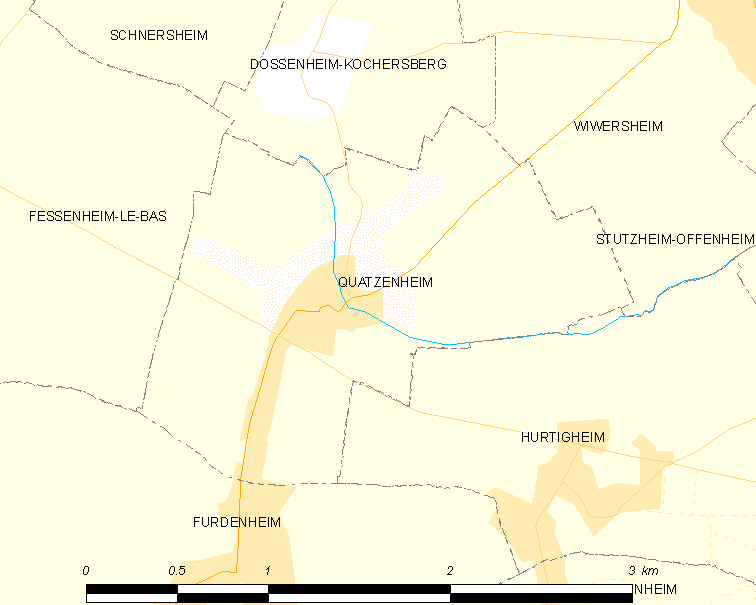
夸策奈姆的OSM定位图

## 行政
夸策奈姆的邮政编码为67117，INSEE市镇编码为67382。

## 政治
夸策奈姆所属的省级选区为布克斯维莱尔县。

## 人口

1962-2008年间夸策奈姆人口变化图示

夸策奈姆于2022年1月1日时的人口数量为755人。